# This is Janis Joplin
This is Janis Joplin es un álbum recopilatorio de la cantante estadounidense Janis Joplin, publicado por James Gurley en 1995.
Grabados originalmente entre 1964 y 1965, los siete de los temas que aparecen en este recopilatorio son inéditos, incluyendo la composición original de Joplin de «Turtle blues» y una versión alternativa de «Cod'ine» por Buffy Sainte-Marie. El sonido original es de Joplin y su guitarra, y el sonido de una banda se ha añadido a estas pistas posteriormente. El audio original de estas canciones fueron publicados en el disco recopilatorio Blow All My Blues Away.

## Lista de canciones
| N.º | Título | Duración |  |